# Fadiga (engenharia)
Fadiga mecânica é o fenômeno de ruptura progressiva de materiais sujeitos a ciclos repetidos de tensão ou deformação. O estudo do fenómeno é de importância para o projeto de máquinas e estruturas, uma vez que a grande maioria das falhas em serviço são causadas pelo processo de fadiga - cerca de 95%.

## História
As primeiras observações do fenômeno de fadiga datam do ano de 1829, quando Wilhelm August Julius Albert publicou resultados de testes realizados em correntes de aço submetidas a carregamentos cíclicos. No período de 1852 a 1869, em Berlim, August Wöhler estudou a ruptura de eixos ferroviários. A ocorrência destas falhas era imprevisível para os engenheiros da época. Vários eixos fraturavam após apenas algumas centenas de quilômetros de serviço e, embora projetados de acordo com critérios de resistência estática, essa fratura ocorria sob condições de carregamento normal, isto é abaixo da tensão de escoamento do material. Apesar de ensaios de tração realizados no material antes da entrada em serviço revelarem adequada ductilidade, a ruptura em serviço não apresentava sinais de deformação plástica. Ainda, estes mesmos ensaios realizados no material após a fratura apresentavam as características de ductilidade iniciais. O nome fadiga se deve ao fato do mecanismo deste fenômeno ser desconhecido na época, dai então se dizia que o material "cansava" ou "fadigava".

## Mecanismo
De um modo geral para que ocorra fadiga é necessário que três fatores sejam aplicados juntos: solicitações dinâmicas, solicitações de tração e deformação plástica.
A falha por fadiga ocorre devido a nucleação e propagação de defeitos em materiais devido a ciclos alternados de tensão/deformação. Inicialmente as tensões cisalhantes provocam um escoamento localizado gerando intrusões e extrusões na superfície; isto aumenta a concentração de tensões dando origem a uma descontinuidade inicial. À medida que esta descontinuidade vai ficando mais "aguda" a mesma pode começar a propagar gerando uma "fissura de fadiga" cujo tamanho aumentará progressivamente até à fratura do componente.

### Curva S-N
O desempenho de materiais em fadiga normalmente é caracterizado pela "curva S-N", também conhecida como "curva de Wöhler", que é um gráfico de magnitude de tensão (S) por número de ciclos (N) em escala logarítmica.

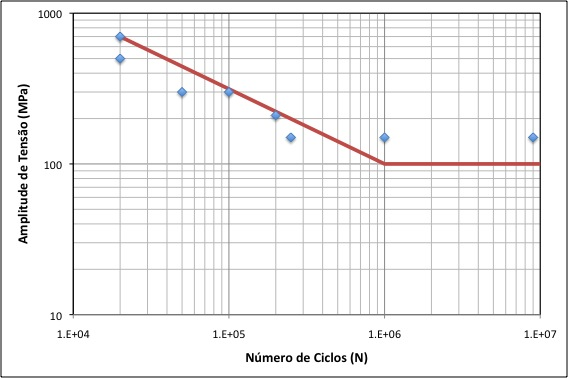
Curva de fadiga esquemática